# Postigo do Carvão (Lisboa)
O Postigo do Carvão, também chamado Arco do Espinho, foi uma antiga porta da cidade de Lisboa, inserida na cerca fernandina da cidade.
Localizava-se nas imediações do largo do Pelourinho, talvez um pouco desviado deste. Entrava-se por ele da Tanoaria para a Fundição. Foi demolido em 1754 juntamente com o magnífico edifício do Teatro Régio e no ano seguinte, com o terramoto de 1755, ficou este sítio completamente irreconhecível, desconhecendo-se hoje a sua localização exacta.